# Barend Sijmons

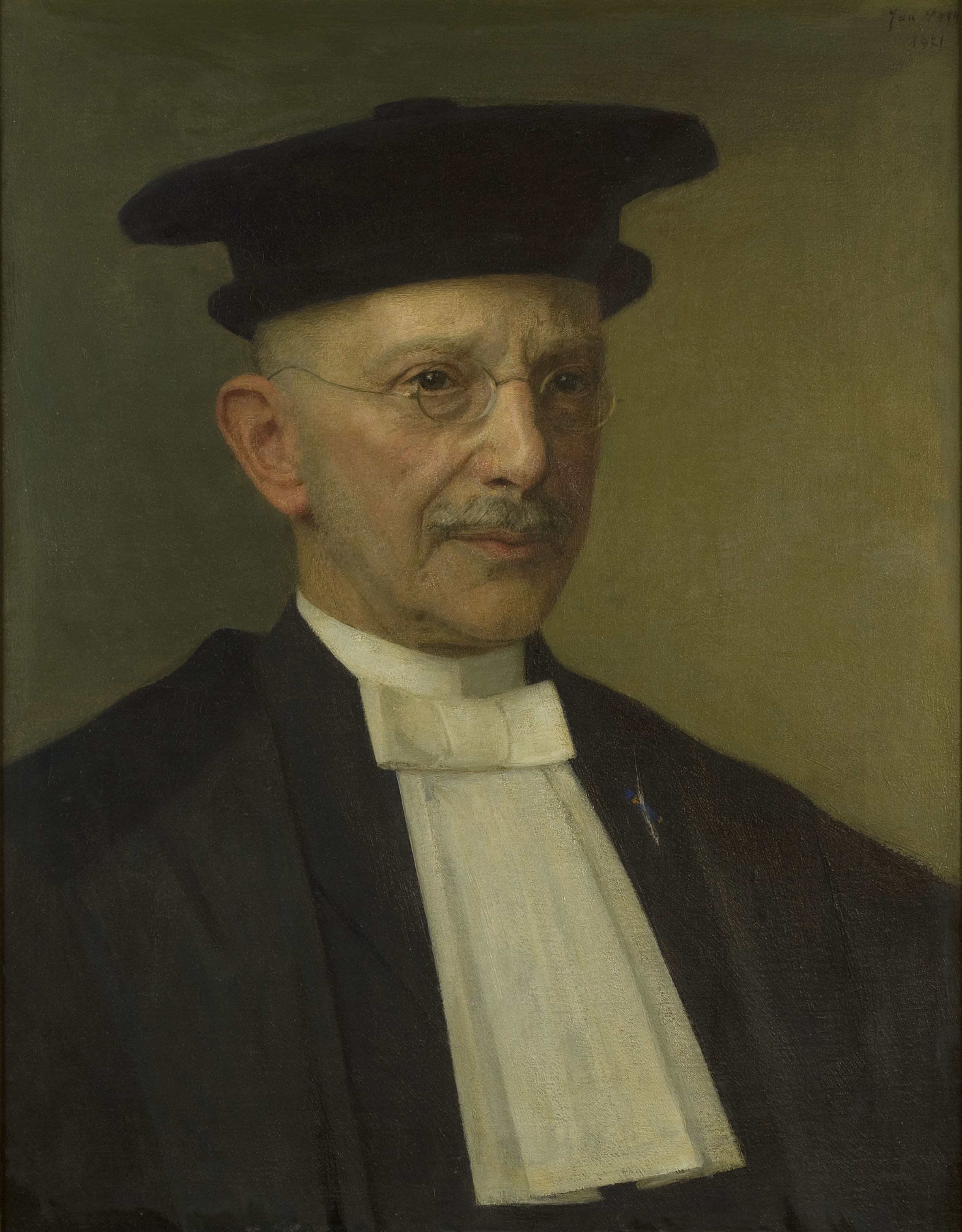
Barend Sijmons

Barend Sijmons, alternativ Symons (* 18. November 1853 in Rotterdam; † 28. März 1935 in Groningen) war ein niederländischer germanistischer und skandinavistischer Mediävist und Indogermanist. Er war Lehrstuhlinhaber für Vergleichende Sprachwissenschaften an der Reichsuniversität Groningen.
Sijmons, dessen Vater Arzt war, studierte nach dem Abitur am Ratsgymnasium in Hannover in Leipzig von 1873 bis 1876 Germanistik und Romanistik unter anderem bei Hermann Brockhaus, Georg Curtius, Adolf Ebert, Rudolf Hildebrand und Friedrich Zarncke. Bei Zarncke promovierte er 1876 mit einer Arbeit zur Völsunga saga, die im Druck in der Zeitschrift Beiträge zur Geschichte der deutschen Sprache und Literatur (PBB 3, 1876 S. 199–303) veröffentlicht wurde.
Von 1876 bis 1881 war er in Groningen zunächst Privatdozent für deutsche und englische Sprach- und Literaturwissenschaft und wurde 1881 dort auf eine ordentliche Professur für Vergleichende Sprachwissenschaft berufen – mit besonderem Gewicht auf die germanischen Sprachen und Sanskrit sowie deutsche Sprach- und Literaturwissenschaft. 1891 bis 1892 war er Rektor der Groninger Universität. Die Emeritierung erfolgte 1924.
Seit 1885 war er Mitglied der Königlich Niederländischen Akademie der Wissenschaften.